# Roning under sommer-OL 2020 - Dobbeltsculler (damer)
Damernes roning i dobbeltculler under Sommer-OL 2020 finder sted den 24. juli - 29. juli 2020 i Sea Forest Waterway, der ligger i Tokyo Bay zonen.

## Format
Der er i alt kvalificeret 13 mandskaber til konkurrencen, der bliver indledt med tre indledende heats med fire eller fem mandskaber i hvert heat. De tre bedste mandskaber fra hvert heat går til semifinalerne mens de resterende går til ét opsamlingsheat. I opsamlingsheatet går de tre bedste mandskaber videre til semifinalerne. I de to semifinaler går de tre bedste mandskaber til finalen mens de resterende seks mandskaber kommer i B finalen og ror om pladserne 7 – 12.

## Kvalifikation
Hver NOC kan kvalificere én båd i klassen.
| Kvalifikation                            | Dato                           | Vært    | Pladser | Kvalificeret                                                                                                  |
| ---------------------------------------- | ------------------------------ | ------- | ------- | --- |
| VM i roning 2019                         | 25. august – 1. september 2019 | Østrig  | 11      | New Zealand · Rumænien · Canada · Frankrig · Holland · USA · Italien · Tjekkiet · Litauen · Kina · Australien |
| Afsluttende Kvalifikationsturnering 2020 | 17.–19. maj 2020               | Schweiz | 2       | |
| Total                                    |                                |         | 13      | |

## Tidsplan
Nedenstående tabel viser tidsplanen for afvikling af konkurrencen:
| Dato     | Tid   | Runde          |
| -------- | ----- | -------------- |
| 24. juli | 11:00 | Heat 1         |
| 24. juli | 11:10 | Heat 2         |
| 24. juli | 11:20 | Heat 3         |
| 25. juli | 09:30 | Opsamlingsheat |
| 27. juli | 09:50 | Semifinale 1   |
| 27. juli | 10:00 | Semifinale 2   |
| 29. juli | 08:30 | B Finale       |
| 29. juli | 09:18 | Finale         |

## Resultater

### Heats
De tre første roere fra hvert heat kvalificerede sig til semifinalen, mens resten gik til opsamling.

#### Heat 1
| Placering | Bane | Land                                       | Roer        | Tid     | Note      |
| --------- | ---- | ------------------------------------------ | ----------- | ------- | --------- |
| 1         | 3    | Brooke Donoghue Hannah Osborne             | New Zealand | 6:53.62 | Q         |
| 2         | 1    | Kristina Wagner Genevra Stone              | USA         | 6:55.65 | Q         |
| 3         | 4    | Helene Lefebvre Elodie Ravera-Scaramozzino | Frankrig    | 6:57.83 | Q         |
| 4         | 2    | Shuangmei Shen Xiaoxin Liu                 | Kina        | 7:03.78 | Opsamling |
| 5         | 5    | Kristyna Fleissnerova Lenka Antosova       | Tjekkiet    | 7:05.56 | Opsamling |

#### Heat 2
| Placering | Bane | Roer                                      | Nation                    | Tid     | Noter     |
| --------- | ---- | ----------------------------------------- | ------------------------- | ------- | --------- |
| 1         | 3    | Nicoleta-Ancuța Bodnar Simona Radis       | Rumænien                  | 6:49.79 | Q         |
| 2         | 4    | Gabrielle Smith Jessica Sevick            | Canada                    | 6:57.69 | Q         |
| 3         | 1    | Alessandra Patelli Chiara Ondoli          | Italien                   | 6:59.58 | Q         |
| 4         | 2    | Ekaterina Pitirimova Ekaterina Kurochkina | Ruslands Olympiske Komité | 7:03.96 | Opsamling |

#### Heat 3
| Placering | Bane | Roer                               | Nation     | Tid     | Noter     |
| --------- | ---- | ---------------------------------- | ---------- | ------- | --------- |
| 1         | 4    | Roos de Jong Lisa Scheenaard       | Holland    | 6:49.90 | Q         |
| 2         | 3    | Donata Karaliene Milda Valciukaite | Litauen    | 6:50.38 | Q         |
| 3         | 1    | Amanda Bateman Tara Rigney         | Australien | 6:53.30 | Q         |
| 4         | 2    | Annekatrin Thiele Leonie Menzel    | Tyskland   | 6:59.61 | Opsamling |

### Opsamlingsheat
| Placering | Bane | Roer                                      | Nation                    | Tid     | Noter |
| --------- | ---- | ----------------------------------------- | ------------------------- | ------- | ----- |
| 1         | 4    | Ekaterina Pitirimova Ekaterina Kurochkina | Ruslands Olympiske Komité | 7:13.77 | Q     |
| 2         | 2    | Annekatrin Thiele Leonie Menzel           | Tyskland                  | 7:14.92 | Q     |
| 3         | 3    | Kristyna Fleissnerova Lenka Antosova      | Tjekkiet                  | 7:16.96 | Q     |
| 4         | 1    | Shuangmei Shen Xiaoxin Liu                | Kina                      | 7:21.93 |       |

### Semifinaler

#### Semifinale A/B 1
| Placering | Bane | Land                                      | Roer                      | Tid     | Noter |
| --------- | ---- | ----------------------------------------- | ------------------------- | ------- | ----- |
| 1         | 3    | Nicoleta-Ancuța Bodnar Simona Radis       | Rumænien                  | 7:04.31 | FA    |
| 2         | 5    | Brooke Donoghue Hannah Osborne            | New Zealand               | 7:09.05 | FA    |
| 3         | 2    | Donata Karaliene Milda Valciukaite        | Litauen                   | 7:11.29 | FA    |
| 4         | 4    | Alessandra Patelli Chiara Ondoli          | Italien                   | 7:19.25 | FB    |
| 5         | 6    | Kristyna Fleissnerova Lenka Antosova      | Tjekkiet                  | 7:24.22 | FB    |
| 6         | 1    | Ekaterina Pitirimova Ekaterina Kurochkina | Ruslands Olympiske Komité | 7:24.37 | FB    |

#### Semifinale A/B 2
| Placering | Bane | Land                                       | Roer       | Tid     | Noter |
| --------- | ---- | ------------------------------------------ | ---------- | ------- | ----- |
| 1         | 3    | Roos de Jong Lisa Scheenaard               | Holland    | 7:08.09 | FA    |
| 2         | 2    | Gabrielle Smith Jessica Sevick             | Canada     | 7:09.44 | FA    |
| 3         | 4    | Kristina Wagner Genevra Stone              | USA        | 7:11.14 | FA    |
| 4         | 1    | Helene Lefebvre Elodie Ravera-Scaramozzino | Frankrig   | 7:12.68 | FB    |
| 5         | 5    | Amanda Bateman Tara Rigney                 | Australien | 7:15.25 | FB    |
| 6         | 6    | Annekatrin Thiele Leonie Menzel            | Tyskland   | 7:20.44 | FB    |

### Finaler

#### B-finale
| Placering | Bane | Land                                       | Roer                      | Tid     | Noter |
| --------- | ---- | ------------------------------------------ | ------------------------- | ------- | ----- |
| 7         | 2    | Amanda Bateman Tara Rigney                 | Australien                | 6:57.71 |       |
| 8         | 3    | Helene Lefebvre Elodie Ravera-Scaramozzino | Frankrig                  | 6:58.52 |       |
| 9         | 4    | Alessandra Patelli Chiara Ondoli           | Italien                   | 6:58.88 |       |
| 10        | 5    | Kristyna Fleissnerova Lenka Antosova       | Tjekkiet                  | 6:59.19 |       |
| 11        | 1    | Annekatrin Thiele Leonie Menzel            | Tyskland                  | 7:01.21 |       |
| 12        | 6    | Ekaterina Pitirimova Ekaterina Kurochkina  | Ruslands Olympiske Komité | 7:01.83 |       |

#### A-finale
| Placering                        | Bane | Land                                | Roer        | Tid     | Noter |
| -------------------------------- | ---- | ----------------------------------- | ----------- | ------- | ----- |
| 1                                | 4    | Nicoleta-Ancuța Bodnar Simona Radis | Rumænien    | 6:41.03 | OB    |
| 2. plads, sølvmedaljemodtager(e) | 5    | Brooke Donoghue Hannah Osborne      | New Zealand | 6:44.82 |       |
| 3                                | 3    | Roos de Jong Lisa Scheenaard        | Holland     | 6:45.73 |       |
| 4                                | 1    | Donata Karaliene Milda Valciukaite  | Litauen     | 6:47.44 |       |
| 5                                | 6    | Kristina Wagner Genevra Stone       | USA         | 6:52.98 |       |
| 6                                | 2    | Gabrielle Smith Jessica Sevick      | Canada      | 6:53.19 |       |